# Алькосаука-де-Герреро
Алькосаука-де-Герреро (исп. Alcozauca de Guerrero) — город и административный центр одноимённого муниципалитета в мексиканском штате Герреро. Численность населения, по данным переписи 2010 года, составила 2 545 человек.
Название Алькосаука с языка науатль можно перевести как: место жёлтой воды.
В 1636 году в соответствии с церковными наделами, появилось поселение Алькосаука, относящееся к епархии Тласкалы.